# Colobothea sinaloensis
Colobothea sinaloensis là một loài bọ cánh cứng trong họ Cerambycidae.